# Jean Marie Okutu
 (juillet 2017).
Si vous disposez d'ouvrages ou d'articles de référence ou si vous connaissez des sites web de qualité traitant du thème abordé ici, merci de compléter l'article en donnant les références utiles à sa vérifiabilité et en les liant à la section « Notes et références ».
Jean Marie Okutu, né le 4 août 1988 à Cotonou, Bénin, est un athlète espagnol, spécialiste du saut en longueur.
Avec un record personnel de 8,17 m à Monachil en 2016, il a été champion d'Espagne à 5 reprises. Bien que né au Bénin, c'est un Ghanéen arrivé à Marín, en Galice, à l'âge de 6 ans.